# Takeshi Saitō (Fußballspieler)
Takeshi Saitō (jap. 斉藤 武志, Saitō Takeshi; * 1. Juni 1979 in der Präfektur Yamagata) ist ein ehemaliger japanischer Fußballspieler.

## Karriere
Saitō erlernte das Fußballspielen in der Jugendmannschaft von JEF United Ichihara. Seinen ersten Vertrag unterschrieb er 1998 bei den Montedio Yamagata. Der Verein spielte in der zweithöchsten Liga des Landes, der Japan Football League. Für den Verein absolvierte er 24 Spiele. Ende 2003 beendete er seine Karriere als Fußballspieler.